# Oude Vrouwenpoortje
Oude Vrouwenpoortje is een poortje in het oude centrum van de Noord-Hollandse stad Hoorn. Het poortje was een toegangspoort voor het Oude Vrouwenhuis (onderdak oudere vrouwen)  dat in het voormalige Sint-Geertenklooster gehuisd was. Het poortje is aangewezen als rijksmonument onder nummer 22429.

## Geschiedenis
Op de plek waar het poortje staat, werd in 1404 het Sint-Geertenklooster gebouwd. In 1606 brandde het complex gedeeltelijk af, waarna op een deel van het terrein het Oude Vrouwenhuis gebouwd werd. Bij dit nieuwe gebouw werden ook meerdere toegangspoortjes gebouwd, waaronder in 1610 het Oude Vrouwenpoortje aan het Kerkplein. Na de bouw werd dit poortje de hoofdingang van het complex. De beeldhouwer was Joachim de Steenhouwer uit Amsterdam. Wie de ontwerper was, is niet bekend. Er zijn vermoedens dat de ontwerper Hendrick de Keyser kan zijn geweest, die was rond 1610 in Hoorn actief met onder andere de Waag aan de Roode Steen.
Aan de achterzijde is feitelijk een tweede poortje gebouwd. Dit poortje heeft geen beeldhouwwerk, maar wel een smalle trapgevel.
In 1936 heeft Vereniging Oud Hoorn een brief naar het College en de Burgemeester met de vraag of het poortje, dat een aantal jaren daarvoor van alle verf was ontdaan, weer geverfd zou kunnen worden. Het zandsteen begon te verweren en volgens de brief groeide er ook al planten op de beeldhouwwerken. Per teruggaande brief gaf de gemeentesecretaris aan dat de vereniging op eigen kosten dit poortje en het Sint-Jorispoortje mochten restaureren. Andere restauraties, anders dan die uit 1992 waarbij de meeste poorten in Hoorn gerestaureerd werden, zijn niet bekend. Bij de restauratie werd het voegwerk opnieuw gedaan met Jahn mortel en het verfwerk is een olieverf op basis van lijnolie vermengd met standolie.

## Omschrijving
Het Oude Vrouwenpoortje is een doorgang die toegang geeft tot het voormalige binnenterrein van het Oude Vrouwenhuis. Het poortje, in de vorm van een aedicula, bestaat uit een omlijsting van Bentheimer zandsteen met daarachter een gang met een tongewelf. Aan weerszijden van de opening staat een halfronde Ionische pilaster op postament (of voetstukken). Deze halfzuilen zijn gecanneleerd met onderaan staafjes in de cannelures. Halverwege de zuilen is, ter decoratie, een scharnier gebeeldhouwd. Op elk voetstuk een verweerd vrouwenmasker in een cartouche. De zuilen worden aan de bovenzijde verbonden door een gebogen archivolt waarop ook een parelsnoer is gesneden. Een console vormt de sluitsteen van de poort. In de zwikken boven de boog zijn twee in hoog reliëf gebeeldhouwde putti geplaatst. De putto links houdt een zandloper vast en de rechter een schedel, beide symbolen voor vergankelijkheid.
In het kapiteel is een cartouche met daarop de tekst HET OUDE=VROUWENHUYS. Aan weerszijden een rolwerkmotief met diamantkop. 
Geheel bovenaan zitten op een gebroken fronton twee oude vrouwen in zwarte jurken. Zij kijken de toeschouwer aan, iets wat niet past bij devote oude vrouwen en de zwarte jurken passen meer bij vrouwen van goede afkomst, dan bij behoeftige vrouwen. Vermoedelijk waren dit verbeeldingen van regentessen. De vrouw met het boek in haar linkerhand zou in dat geval de binnenmoeder kunnen zijn. In het fronton staat een wapenschild met de hoorn van Hoorn op het jaartal 1610. Op de rand van het fronton staan antieke motieven.
Aan de achterzijde is het gebouw boven de doorgang groter en heeft een trapgevel. De omlijsting van het poortje bestaat hier uit een geprofileerde boog van Namense steen, met in het midden van een sluitsteen met daarop de hoorn uit het stadswapen.

## Bron
- Jeeninga, Willeke (juli 1993). Twaalf Hoornse poortjes. Vereniging Oud Hoorn, "7, 8 en 9. Drie poortjes van het Oude-Vrouwenhuis", p. 44-57.